# Nowe Nadawki
Nowe Nadawki (częściej używana nazwa Kamienna, niem.: Vollmarstein) – część wsi Baranowo w Polsce, położona w województwie warmińsko-mazurskim, w powiecie mrągowskim, w gminie Mikołajki. 
W latach 1975–1998 Nowe Nadawki należały administracyjnie do województwa suwalskiego.

## Historia
Osada powstała w 1855 r. jako folwark należący do dóbr Baranowa. W 1904 r. istniał tu osobny dwór obehjmujący 39 włók i należał do Ferdynanda Rogalli-Biebersteina z Bożego.
Przed II wojną istniał tu niewielki majątek ziemski, po którym zachowały się budynki folwarczne. Za budynkami folwarcznymi widoczne są nieźle zachowane pozostałości parku dworskiego oraz fragmenty cmentarza. W lesie za majątkiem znajdują się ciekawe betonowe budowle położone w pobliżu przebiegającej tu linii kolejowej - istniała tu kruszarka kamieni polnych wraz z niewielką bocznicą kolejową służącą do załadunku tłucznia.
Na miejscu dawnego dworu po wojnie światowej wybudowano dwa budynki mieszkalne.
W latach 70. XX w. do osada należała do sołectwa Baranowo.